# Hermann Löns

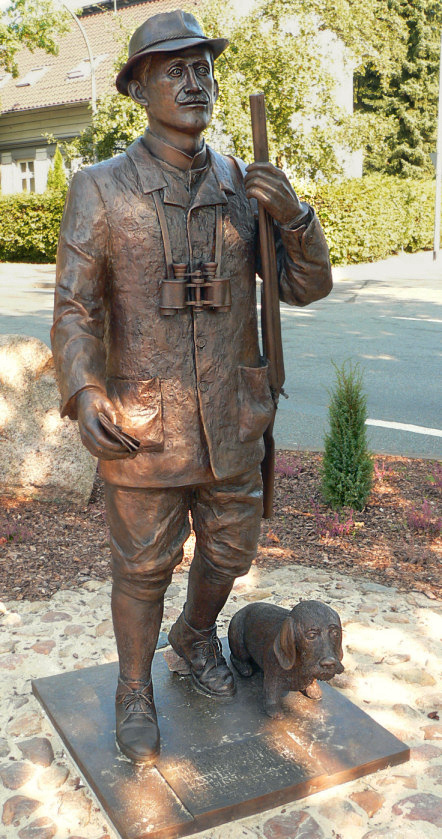
Bronsstaty av Hermann Löns i Walsrode.

Hermann Löns, född 28 augusti 1866 i Culm, död 26 september 1914, var en tysk författare.
Löns ägnade sig först i sin hemprovins Westfalen åt rent fackligt zooologistudium. Omkring 1891 slog han dock om, bosatte sig i Hannover som journalist och ägnade sig åt författarskap, där Lüneburgheden och dess miljö stod som motiv. Trots att han själv inte härstammade från området, blev han en populär hembygdsdiktare för området. Bland hans verk märks Mein grünes Buch (1900), Men braunes Buch (1906), Aus Wald und Heide (1909) och Was da feucht und kreucht (1909). År 1911 publicerade han en psykologisk roman Das zweite Gesicht.
Löns såg sig själv som del av Heimatkunströrelsen, som i reaktion mot modernisering och urbanisering förordade ett vad man uppfattade som naturligare liv i samklang med natur och landsbygd. Liksom hos andra inom den starkt politiska Heimatkunströrelsen, var denna landsbygdsromantik hos Löns kopplad till tysknationalism och rasistisk främlingsfientlighet.
Den historiska bonderomanen Der Wehrwolf (1910) blev en av de mest framgångsrika Heimatkunst-romanerna, och var, om inte en övergång till, så åtminstone en betydande förebild för Blut und Boden-litteraturen och kom att användas flitigt av Nazitysklands regim i politiska syften.
När första världskriget bröt ut anmälde sig Löns trots sin höga ålder som frivillig i det 73:e fysiljärregimentet, samma regemente som den blivande författaren Ernst Jünger tillhörde, och stupade vid Reims den 26 september 1914.  